# Ambasada României în Japonia
Ambasada României în Japonia (în japoneză 駐日ルーマニア大使館, în engleză Embassy of Romania in Japan) este misiunea diplomatică a României în Japonia. Sediul ambasadei se află la Tokyo, capitala Japoniei.

## Istoric
Istoria relațiilor bilaterale între România și Japonia a început în anul 1902 atunci când contele Nobuaki Makino, ministrul extraordinar și plenipotențiar al Japoniei la Viena, a trimis o scrisoare prințului Emil G. Ghica, ministrul extraordinar și plenipotențiar al României la Viena, în care exprima dorința guvernului japonez de a stabili relații diplomatice între Japonia și România. Cele două state au semnat în acel an un tratat comercial.
În august 1917 Japonia și România au stabilit relații diplomatice la nivel de legație. Printr-un decret regal din 13 septembrie 1917, diplomatul Nicolae Xenopol a fost numit primul ministru extraordinar și plenipotențiar al României la Tokio. S-a aflat doar o lună la post în capitala Japoniei, murind la 5/18 decembrie 1917, după ce și-a prezentat scrisorile de acreditare împăratului Japoniei, a vizitat pe unii ambasadori și miniștri plenipotențiari și a acordat interviuri principalelor ziare din Japonia în care a expus intențiile care au stat la baza intrării României în război și interesele României cu privire la stabilirea unor relații trainice cu Japonia. A trimis patru scrisori unui prietin din Iași, în care a descris Japonia și a afirmat că japonezii cunosc mai multe despre România decât românii despre Japonia, și-a exprimat intenția de a organiza o propagandă puternică în favoarea României prin publicarea unei broșuri în limba japoneză și printr-o serie de conferințe în limba engleză în principalele orașe ale Japoniei și a spus că i-a ajutat cu bani pe românii care ajunseseră în Japonia pe drumul lor de emigrare către America și rămăseseră fără bani de mâncare din cauza scăderii cursului rublei.
Legația României în Japonia nu a mai funcționat timp de câțiva ani după moartea lui Nicolae Xenopol. În vara anului 1920 principele Carol al României a ajuns în Japonia în cadrul unei vizite de o jumătate de an în întreaga lume și a vizitat orașele Tokyo, Yokohama, Kyoto, Osaka și altele. Legația a fost redeschisă în iunie 1921, când a fost numit un nou ministru extraordinar și plenipotențiar al României în persoana diplomatului Edgar Mavrocordat. Activitatea legației a durat mai puțin de un an, deoarece legația a fost desființată la 1 aprilie 1922 ca urmare a reducerilor bugetare, iar Edgar Mavrocordat a fost rechemat în țară. În paralel, în anul 1922 a fost deschisă Legația Japoniei în România, cu sediul la București. La 1 mai 1923 a fost înființat un consulat general onorific al României la Osaka.
După timp de cinci ani de întrerupere parțială a relațiilor bilaterale, Legația României în Japonia a fost reînființată în toamna anului 1927. Reprezentarea diplomatică a fost practic fără întrerupere până în anul 1944, succedându-se pe rând la conducerea legației Ion Aurel Vasiliu (noiembrie 1927 — iunie 1929), Gheorghe Stoicescu (însărcinat cu afaceri în perioada iulie 1929 - ianuarie 1936 și ministru în perioada ianuarie 1936 - ianuarie 1939, apoi fiind rechemat în țară și pensionat), C. Paraschivescu (iunie 1939 - decembrie 1940) și generalul Gheorghe Băgulescu (februarie 1941 - septembrie 1944).
Relațiile diplomatice bilaterale au fost suspendate la 31 octombrie 1944 în contextul celui de-al Doilea Război Mondial, dar au fost reluate la 1 septembrie 1959. Republica Populară Romînă l-a numit pe Pavel Silard (1910-1974) în funcția de ministru extraordinar și plenipotențiar al României în Japonia (cu reședința la Jakarta), iar Japonia l-a numit pe Suemitsu Kadowaki în funcția de ministru extraordinar și plenipotențiar al Japoniei în România (cu reședința la Moscova). Legația României în Japonia a fost ridicată la 1 iunie 1964 la rangul de ambasadă.

## Adresă
- Adresă: 3-16-19 Nishi-Azabu Minato-ku, Tokyo 106-0031[10]
- Acces: ieșirea nr. 3 a stației Hiroo de pe linia de metrou Hibiya[10]

## Ambasadori
- Nicolae Xenopol (13 septembrie – 5/18 decembrie 1917)[4]
- Edgar Mavrocordat (iunie 1921 – 1 aprilie 1922)[4]
- Ion Aurel Vasiliu (noiembrie 1927 – iunie 1929)[4]
- Gheorghe Stoicescu (iulie 1929 – ianuarie 1936) – însărcinat cu afaceri ad-interim[4]
- Gheorghe Stoicescu (ianuarie 1936 – ianuarie 1939)[4]
- C. Paraschivescu (iunie 1939 – decembrie 1940)[4]
- gen. Gheorghe Băgulescu (28 februarie 1941 – septembrie 1944)[11]
- Pavel Silard (1959–1963)
- Ion Obradovici (august 1964 – 1966)[12]
- Ion Datcu (1966 – 7 octombrie 1969)[13]
- Iosif Gheorghiu (7 octombrie 1969 – 2 februarie 1973)[13][14]
- Nicolae Finanțu (2 februarie 1973 – 11 mai 1978)[14][15]
- Radu-Ioan Bogdan (11 mai 1978 – 18 iulie 1986)[15][16]
- Constantin Vlad (18 iulie 1986 – 1990)[16]
- Mircea Mitran (1990 – 17 noiembrie 1994)[17]
- Eugen Dijmărescu (17 noiembrie 1994 – 15 ianuarie 2000)[17][18]
- Ion Pascu (29 iunie 2000 – 27 aprilie 2004)[19][20]
- Aurelian Neagu (20 mai 2005 – 8 septembrie 2010)[21][22]
- Radu Petru Șerban (16 ianuarie 2012 – 16 mai 2016)[23][24]
- Tatiana Svetlana Iosiper (5 august 2016 – 22 februarie 2021)[25] Născută în 1967, ea și-a prezentat scrisorile de acreditare împăratului Japoniei la 9 noiembrie 2016.[26][27]
- Ovidiu Dranga (10 septembrie 2021 – ). Născut în 1966, a prezentat scrisorile de acreditare împăratului Japoniei la 30 septembrie 2021.[28]

## Galerie

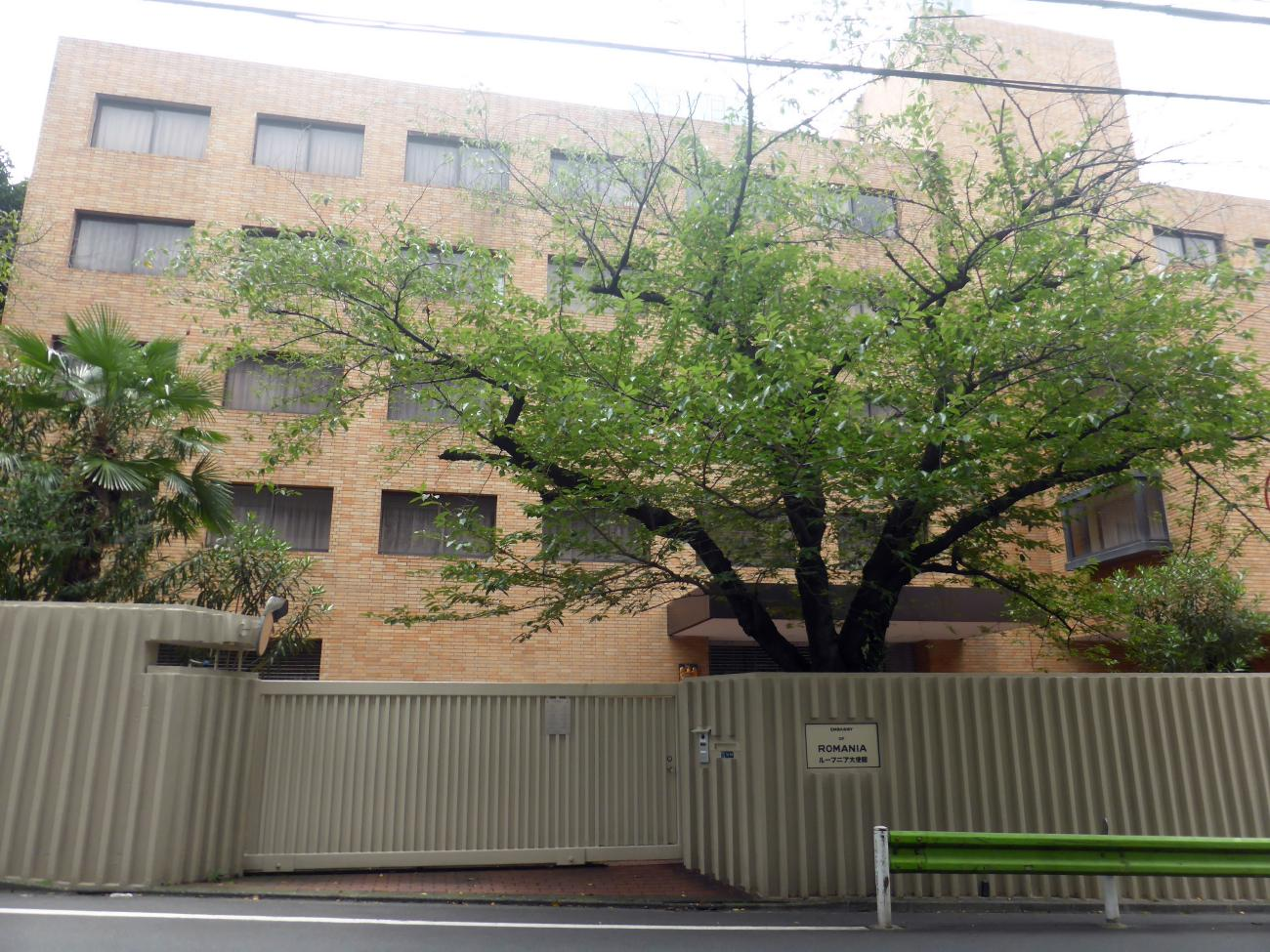
Clădirea Ambasadei României în Japonia
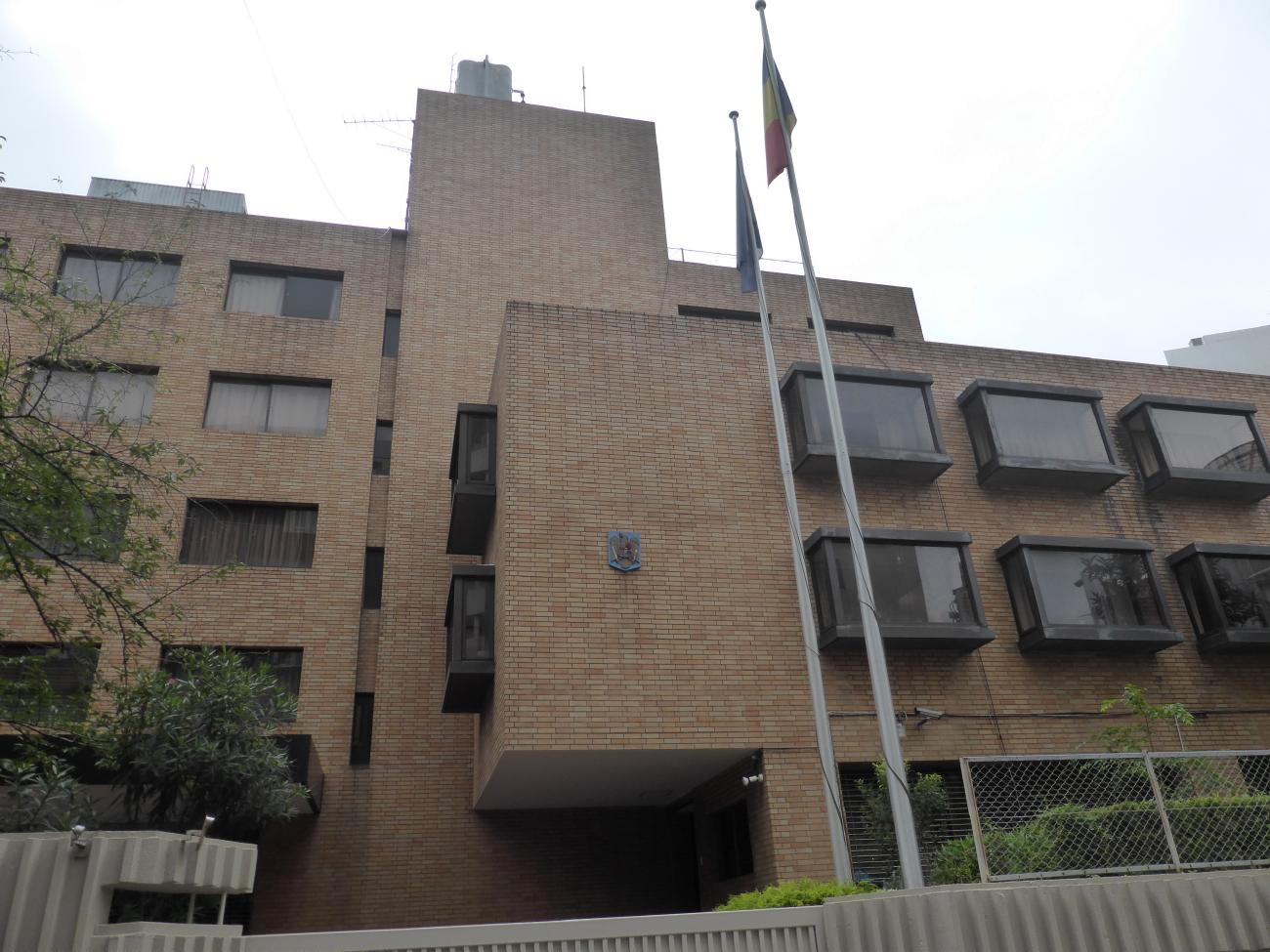
Steagul Romaniei
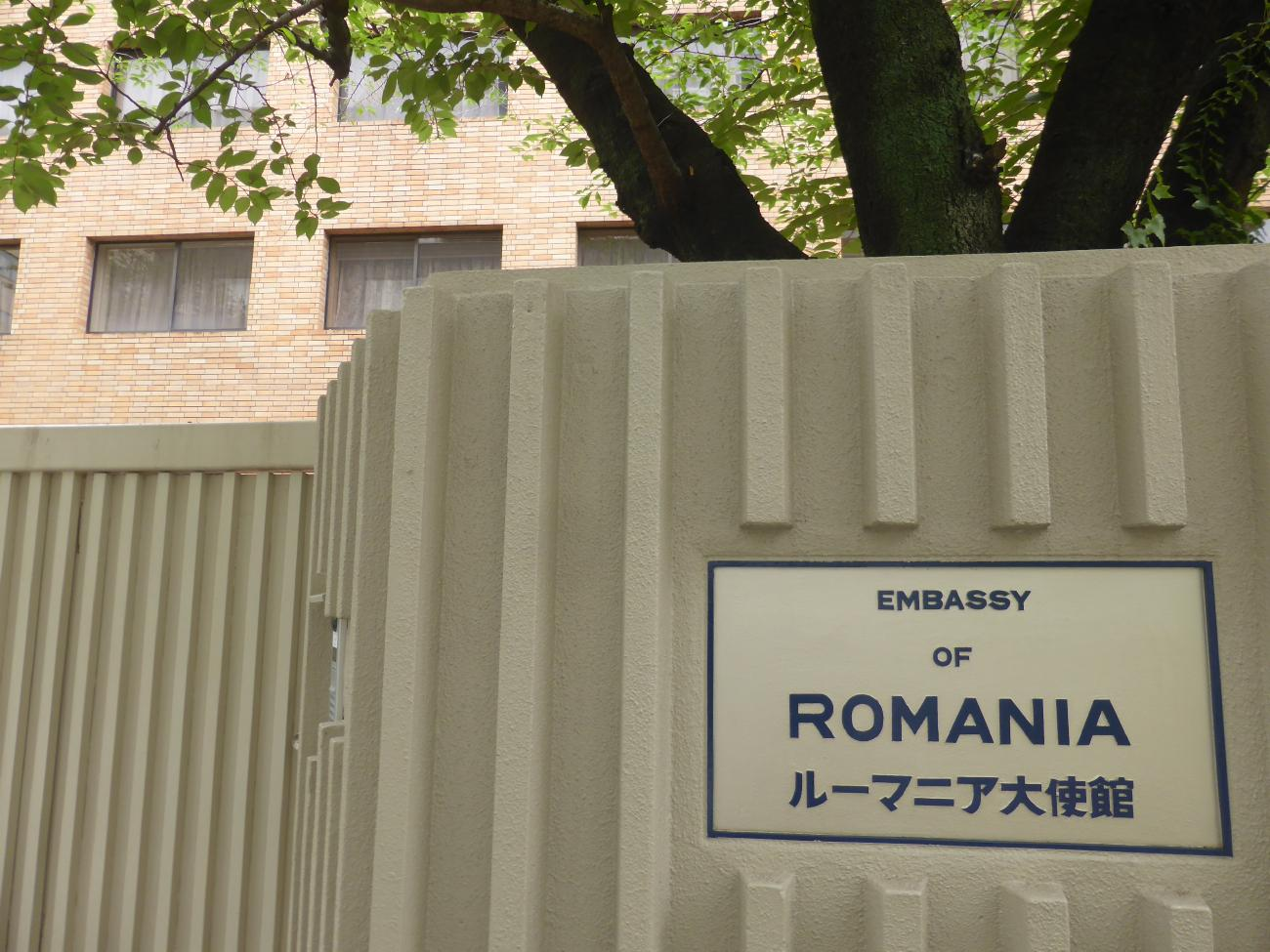
Plăcuța de identificare a Ambasadei României
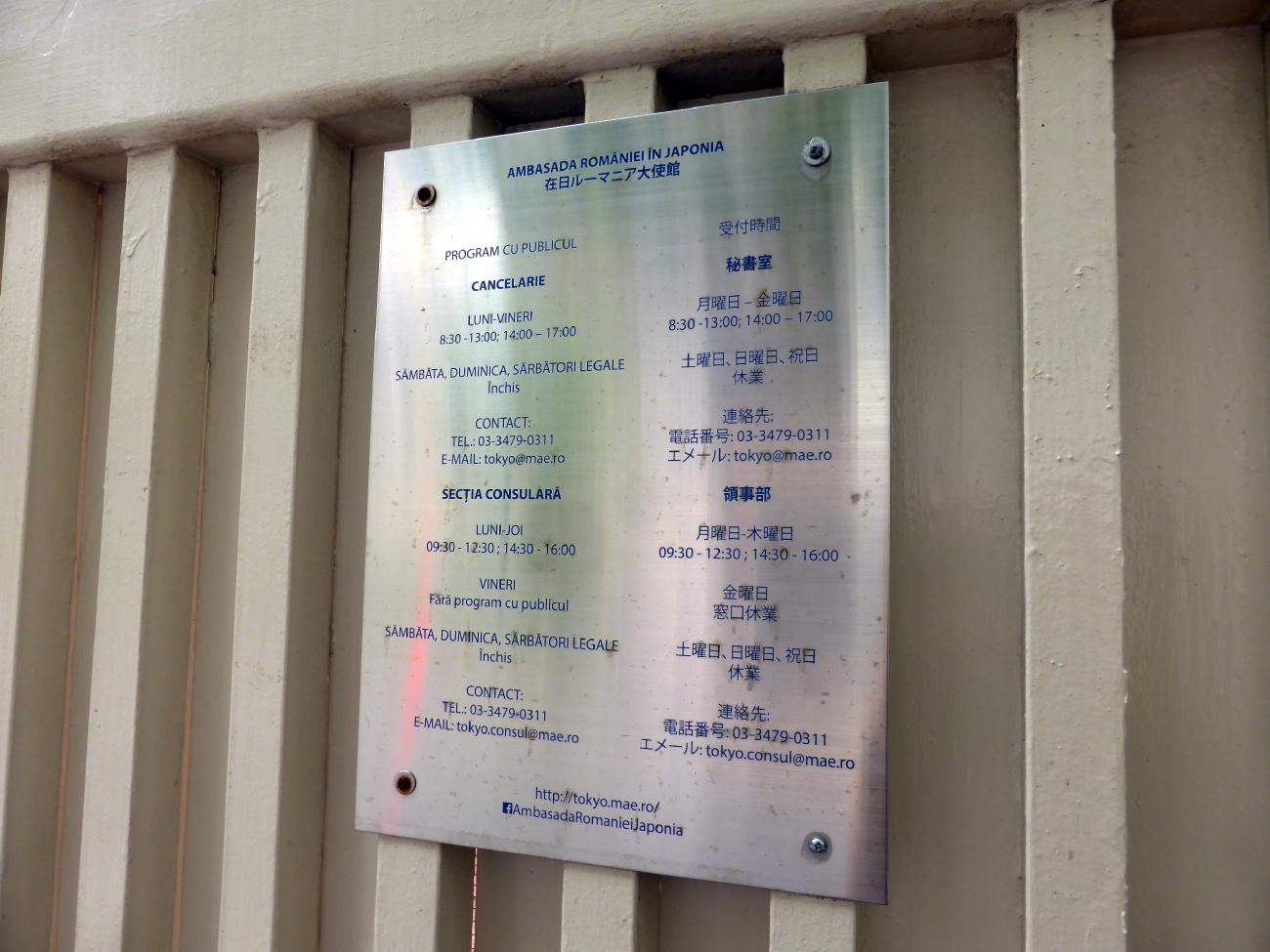
Programul cu publicul al Ambasadei României
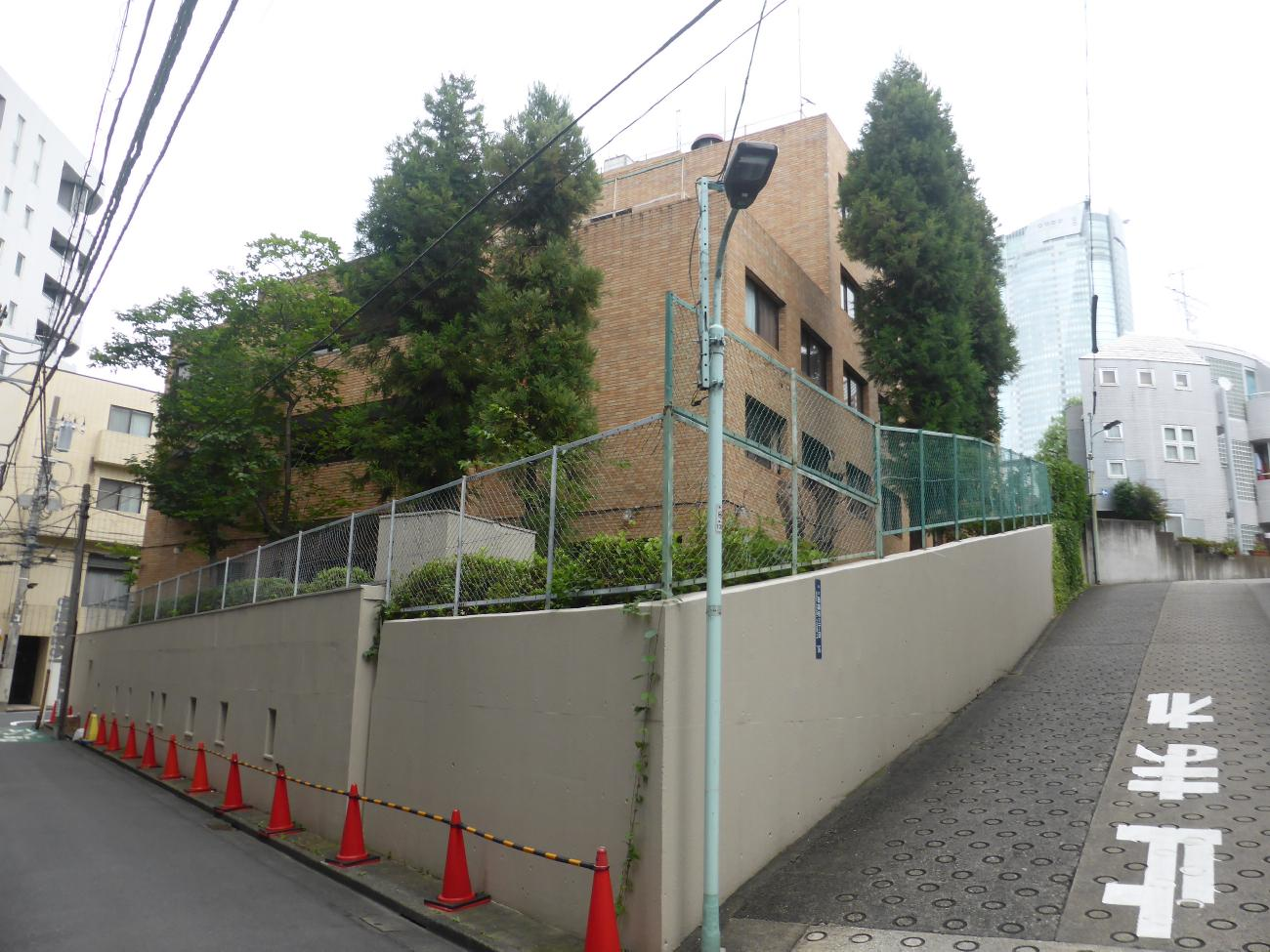
Partea din spate a clădirii ambasadei